# Rova d'Antananarivo

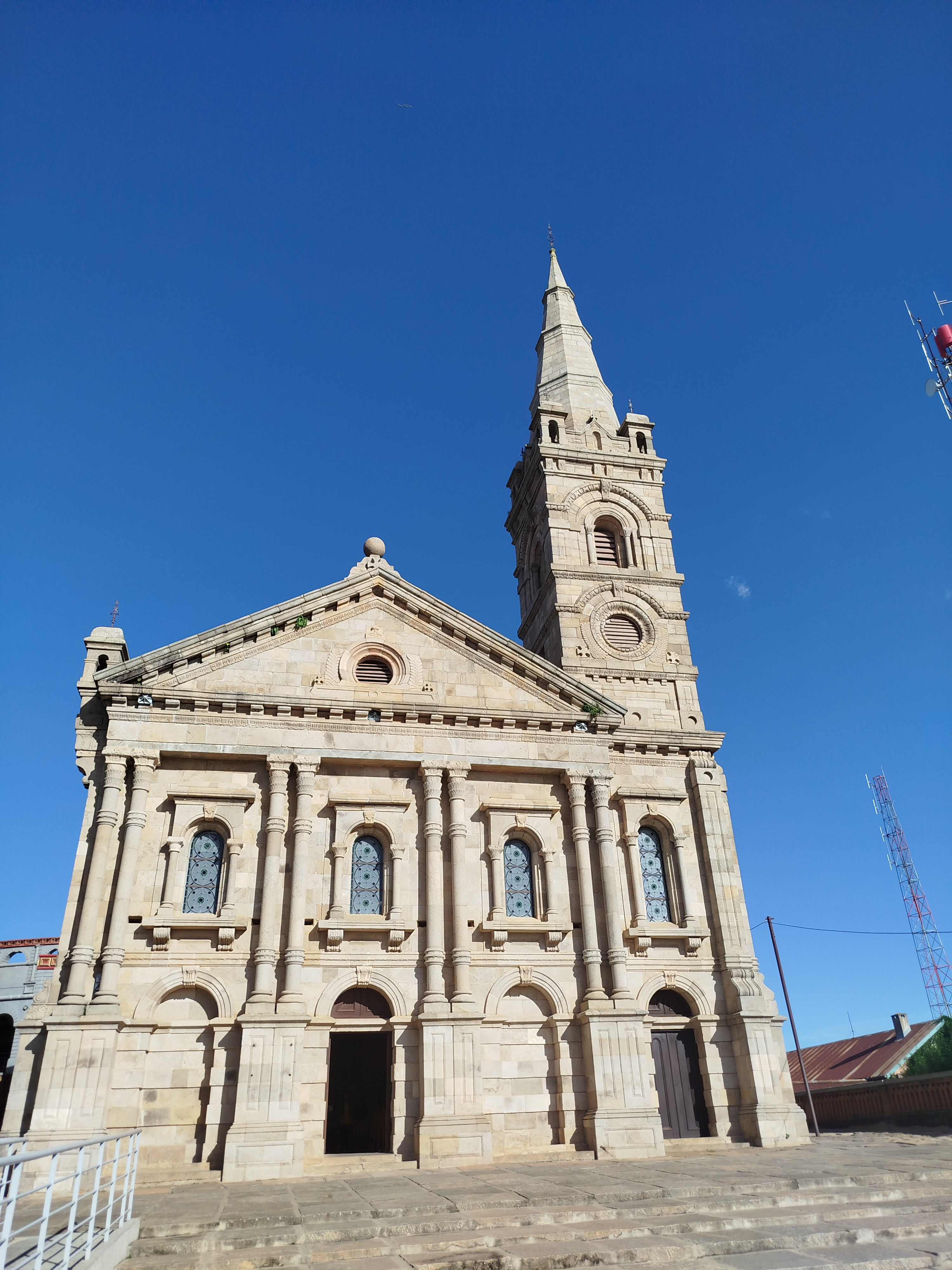
Chapelle du Rova d'Antananarivo.

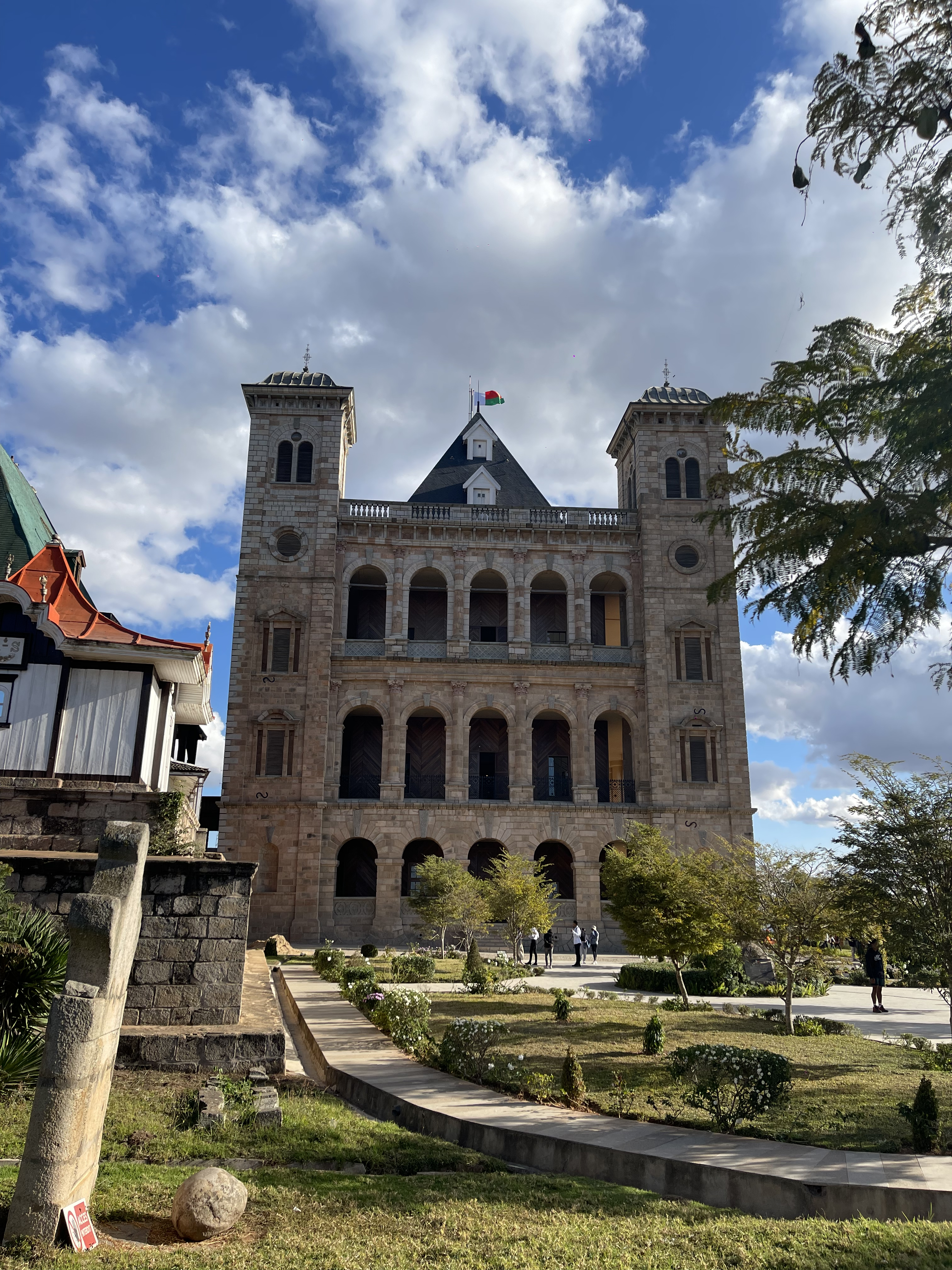
Le palais de Manjakamiadana après rénovations.

Le rova d'Antananarivo (malgache : rovan'Antananarivo), souvent appelé simplement le Rova, est une enceinte royale fortifiée ou protégée situé au centre de la Haute-Ville d'Antananarivo à 1462 mètres d'altitude, dans le 2e arrondissement de la capitale de Madagascar. De nombreuses parties de cet ensemble sont dues à des architectes que les différents monarques firent venir du Royaume-Uni et de France au XIXe siècle.
Cet ensemble prestigieux est le plus célèbre des rovas, nom qui désigne une forteresse royale. La forme du Rova d'Antananarivo est à peu près pentagonale. Dominant la capitale depuis le sommet de la colline Analamanga, il rassemble à l’intérieur de son enceinte des palais dont le caractéristique Palais de la Reine (Manjakamiadana).
Après l'incendie du Palais de La Reine a Manjakamiadana, la rova d'Antananarivo a rouvert officiellement ses portes au grand public le 19 juin 2023.

## Histoire

### Les souverains du Rova d'Antananarivo
- Andrianjaka 1610-1630
- Andriantsitakatrandriana 1630-1650
- Andriatsimitoviaminandriandehibe 1650-1670
- Razakatsitakatrandriana 1670-1675
- Andriamasinavalona 1675-1710
- Andrianjakanavalomandimby 1710-1727
- Andriamponimerina 1727-1747
- Andrianavalobemihisatra 1747-1767
- Andriambalohery 1767-1774
- Andriamboatsimarofy 1774-1796
- Andrianampoinimerina 1787-1810, Roi d'Ambohimanga puis d'Imerina
- Radama Ier 1810-1828
- Ranavalona Ier 1828-1861
- Radama II 1861-1863
- Rasoherina Ier 1863-1868
- Ranavalona II 1868-1883
- Ranavalona III 1883-1896

### Les origines du complexe
Perché sur l'une des plus hautes collines de la ville, il est visible à des kilomètres. Le site était depuis le XVIIe siècle durant le règne de premiers souverains de l'Imerina, le Rova se développa essentiellement dans sa partie sud. Besakana, demeure du Roi Andrianjaka, est le point de départ de ce parcours historique et architectural qui nous mènera jusq'à Ranavalona III. Siège d'une importante garnison royale merina, ce rova a d'ailleurs valu son nom à la ville (Antananarivo, la « Ville des Mille » (guerriers). C'est sous le règne d'Andrianampoinimerina (1787-1810), unificateur de l'Imerina, et de Radama Ier (1810-1828), conquérant de la plus grande part de l'île de Madagascar, que les premiers aménagements significatifs d'une résidence royale sont effectués.

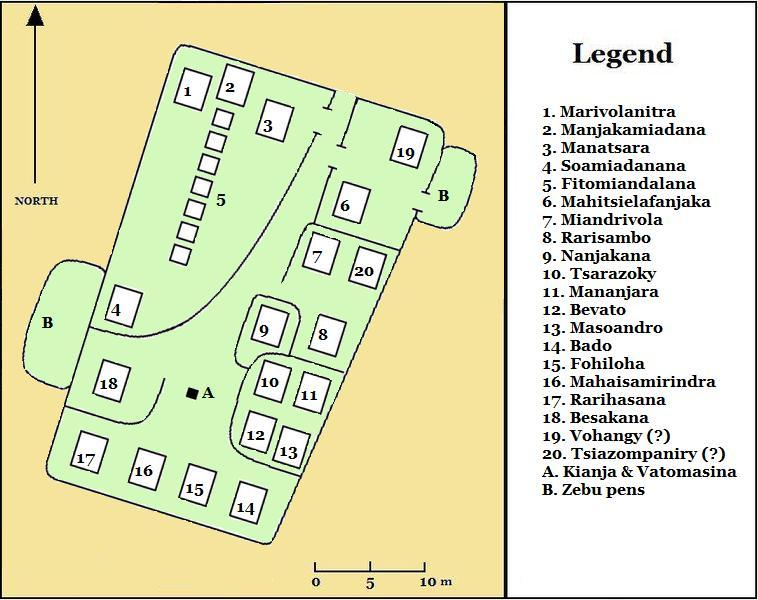
Le site sous le règne d'Andrianampoinimerina en 1800.

### Incendie et lente réhabilitation

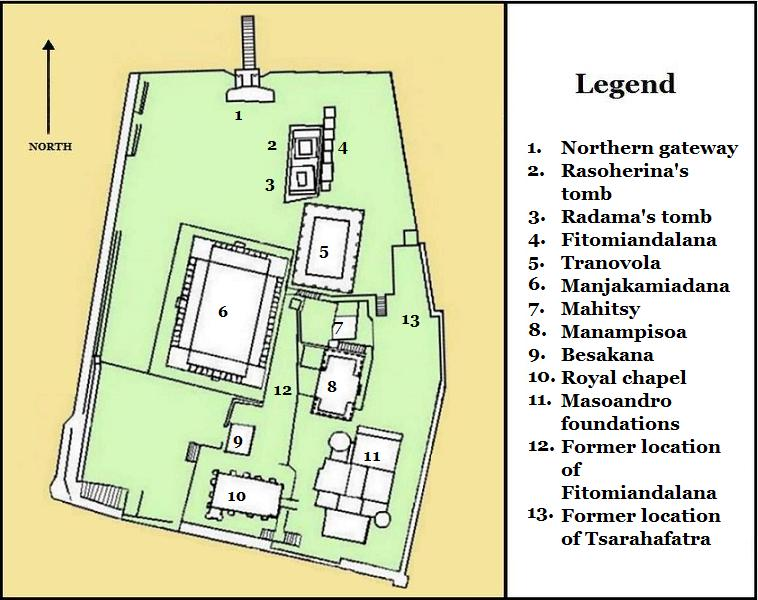
Plan du site avec ses bâtiments en 1990.

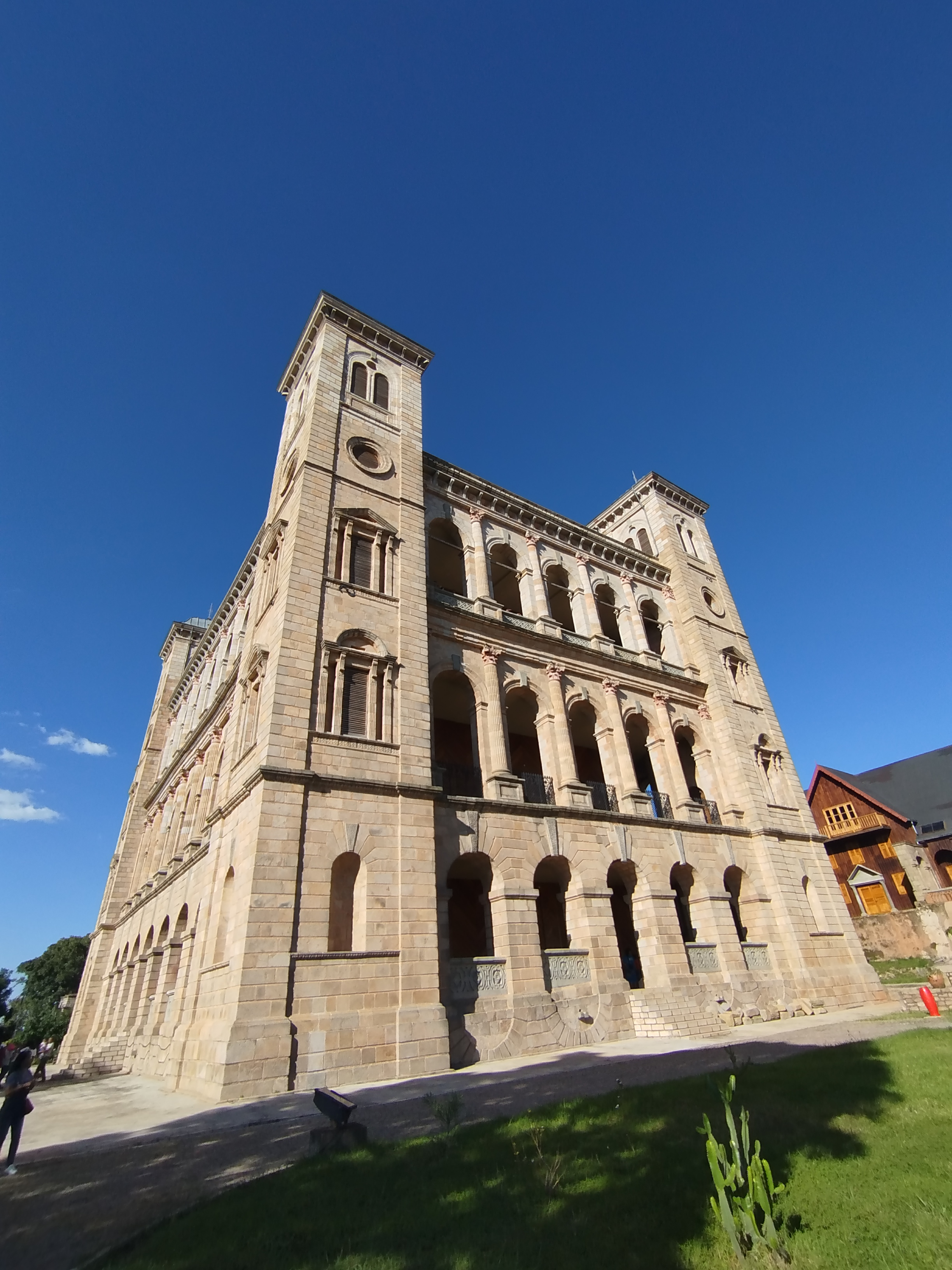
Palais de Manjakamiadana après rénovation.

Après l'indépendance, le Rova ne retrouve pas la fonction politique qui était la sienne autrefois, mais intègre le patrimoine national de la Madagascar. Devenu un musée, il est le théâtre d'un incendie criminel le 6 novembre 1995 : les collections d'œuvres d'art, les intérieurs et les toitures disparaissent dans les flammes, tandis que la structure de l'édifice elle-même — ses piliers et fondations étant en bois précieux de la côte Est — est dangereusement fragilisée.

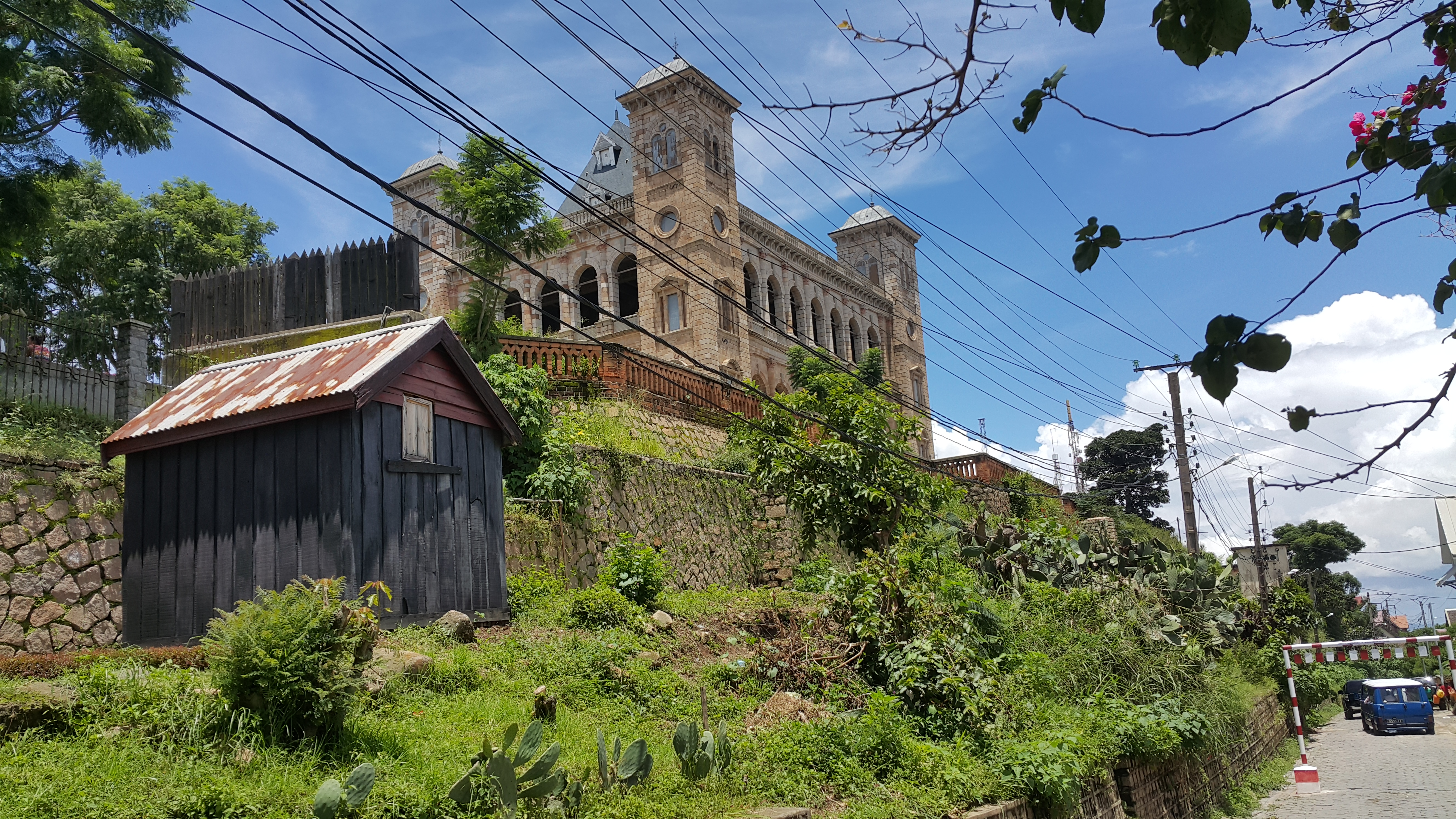
Manjakamiadana en 2019.

Seules les tombes royales du temple protestant ont pu être restaurées dès 1996-1997, les finances de l'État ne permettant pas plus.

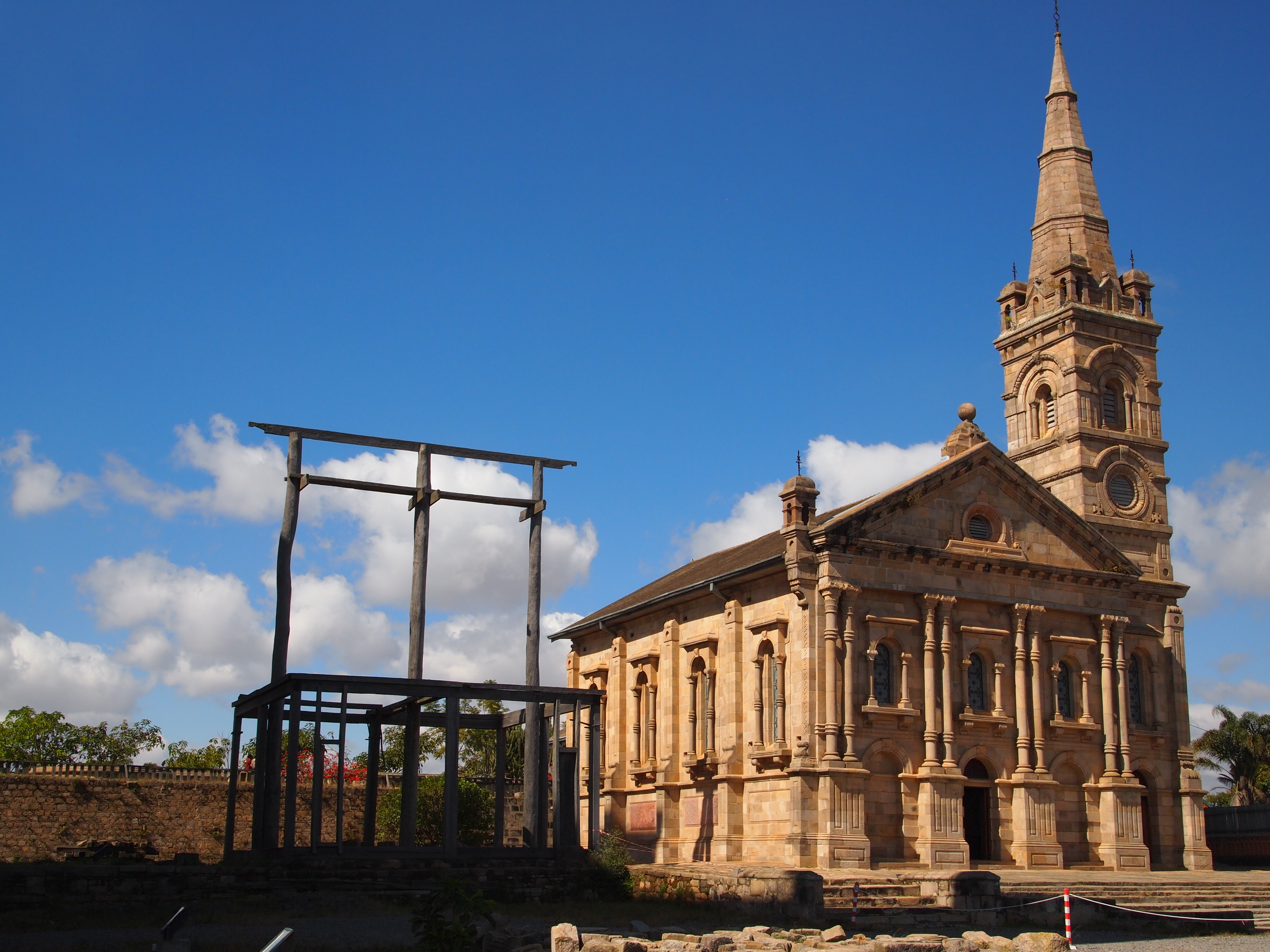
Reconstruction de la chapelle royale et de Besakana, 2013.

Un plan général de rénovation a finalement débuté en 2006 sous la conduite notamment de la société Colas Madagascar (filiale locale du l'entreprise française Colas) et les deux premières phases de la restauration consistent en :
- pour la première, la consolidation des fondations et des façades (en remplaçant les anciens pylônes de bois par du béton armé) s'est terminée en décembre 2009.
- pour la seconde, le remplacement des pierres de la façade et la pose du toit recouvert d'ardoise bleue d'Angers.

Les travaux s'arrêtent brutalement en 2009 en raison de la crise politique menée par Andry Rajoelina, alors maire d'Antananarivo. 

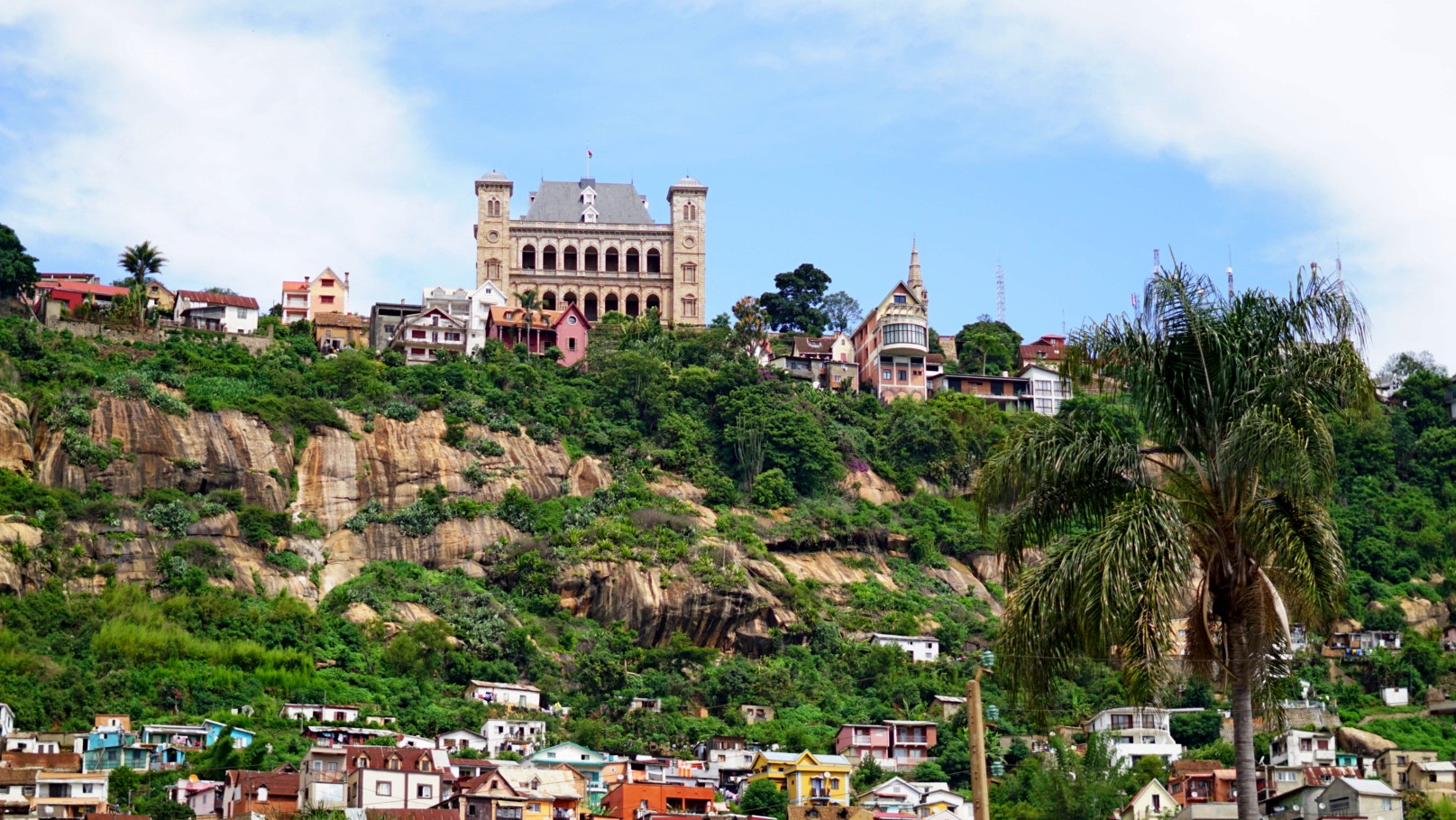
Le Rova en 2022. Vue depuis Mahamasina.

La reprise des travaux est annoncée le 27 janvier 2019 par le Président Andry Rajoelina, avec un appel d'offres lancé le 11 septembre 2019 remporté par Colas Madagascar. La date butoir des travaux avait été fixée pour le 26 juin 2020, date de la célébration du 60e anniversaire de l'indépendance du pays. Les équipes de Colas Madagascar se sont chargées durant cette troisième phase de rénover l'intérieur du palais puis l'extérieur avec la construction d'un Colisée dans l'enceinte du palais. Cette dernière initiative provoque un scandale dans la société malgache qui y voit une volonté de dénaturer profondément la nature du site historique,. Le 24 juin 2020, diverses associations de protection du patrimoine ou liées à l'ancienne famille royale introduisent plusieurs recours devant le Conseil d'État demandant l'annulation du permis de construire et l'annulation des décrets de création du conseil scientifique ayant approuvé le projet et de nomination de ses membres arguant de l'absence de consultations de plusieurs instances, dont l'Unesco et la violation de plusieurs textes législatifs ou réglementaires. Le confinement dû à la crise sanitaire de la COVID-19 bouleverse significativement le projet. C'est le 6 novembre 2020, soit 25 ans après son incendie, que le Palais de Manjakamiadana, Besakana (pavillon avoisinant le palais) sont inaugurés officiellement par le président Rajoelina, mais pas le Kianja Masoandro (Amphithéâtre romain que le président a décidé de construire dans un des anciens jardins et qui devint vite un sujet de discorde au sein de l'opinion publique). Ce dernier a également rebaptisé le Rova d'Antananarivo en Rova de Madagascar.

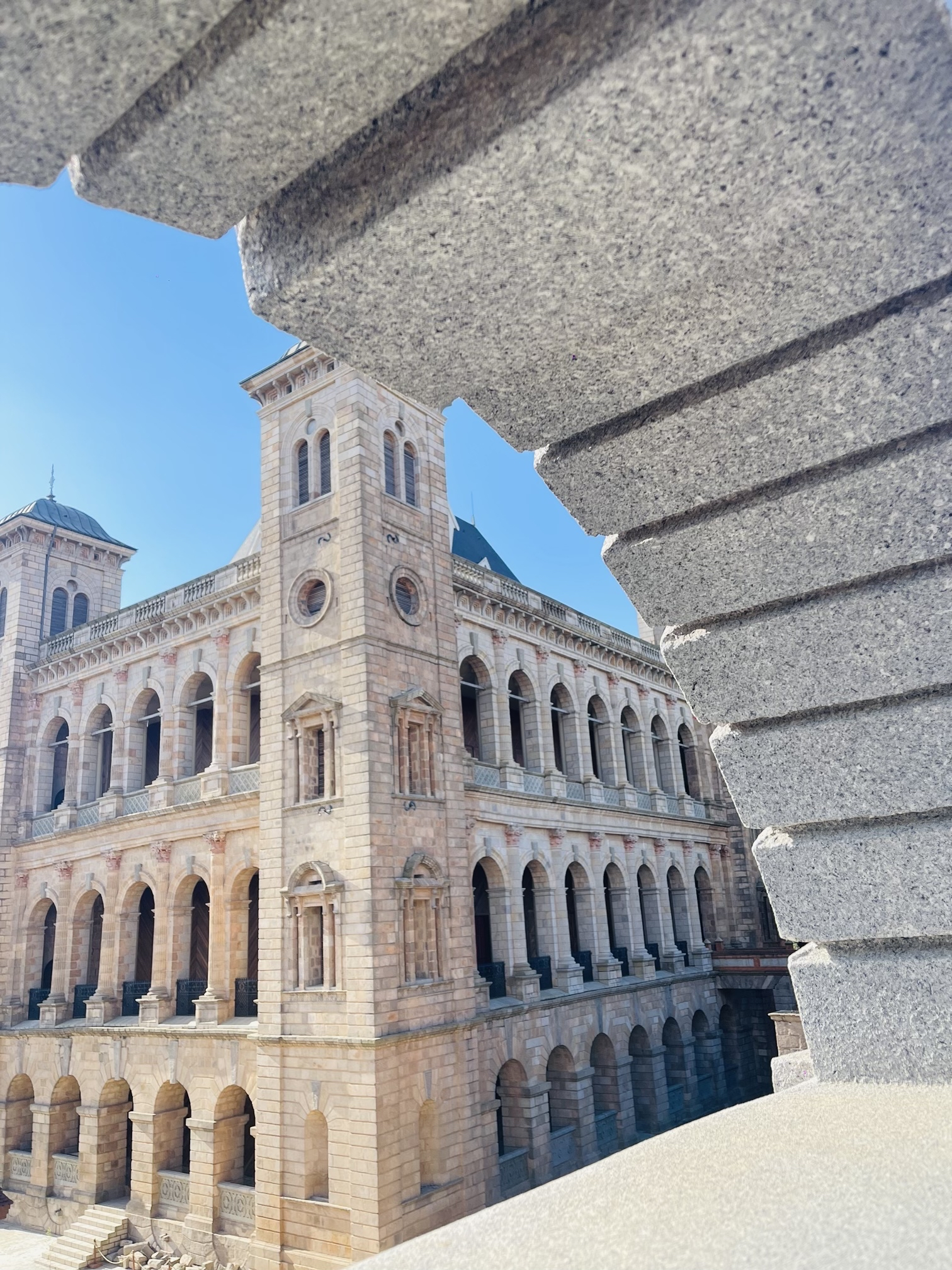
Manjakamiadana vu depuis l'arène
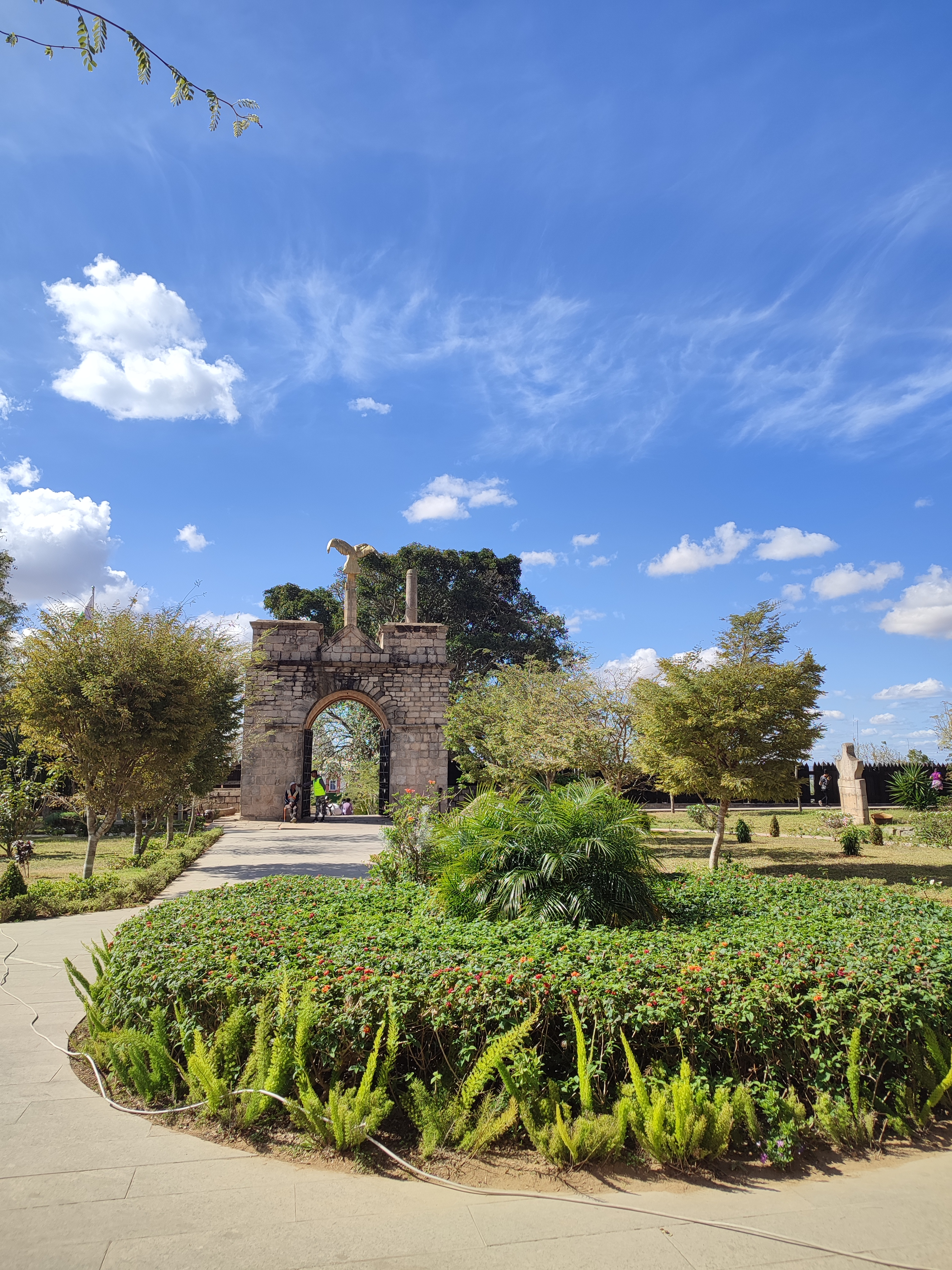
Entrée du Rova
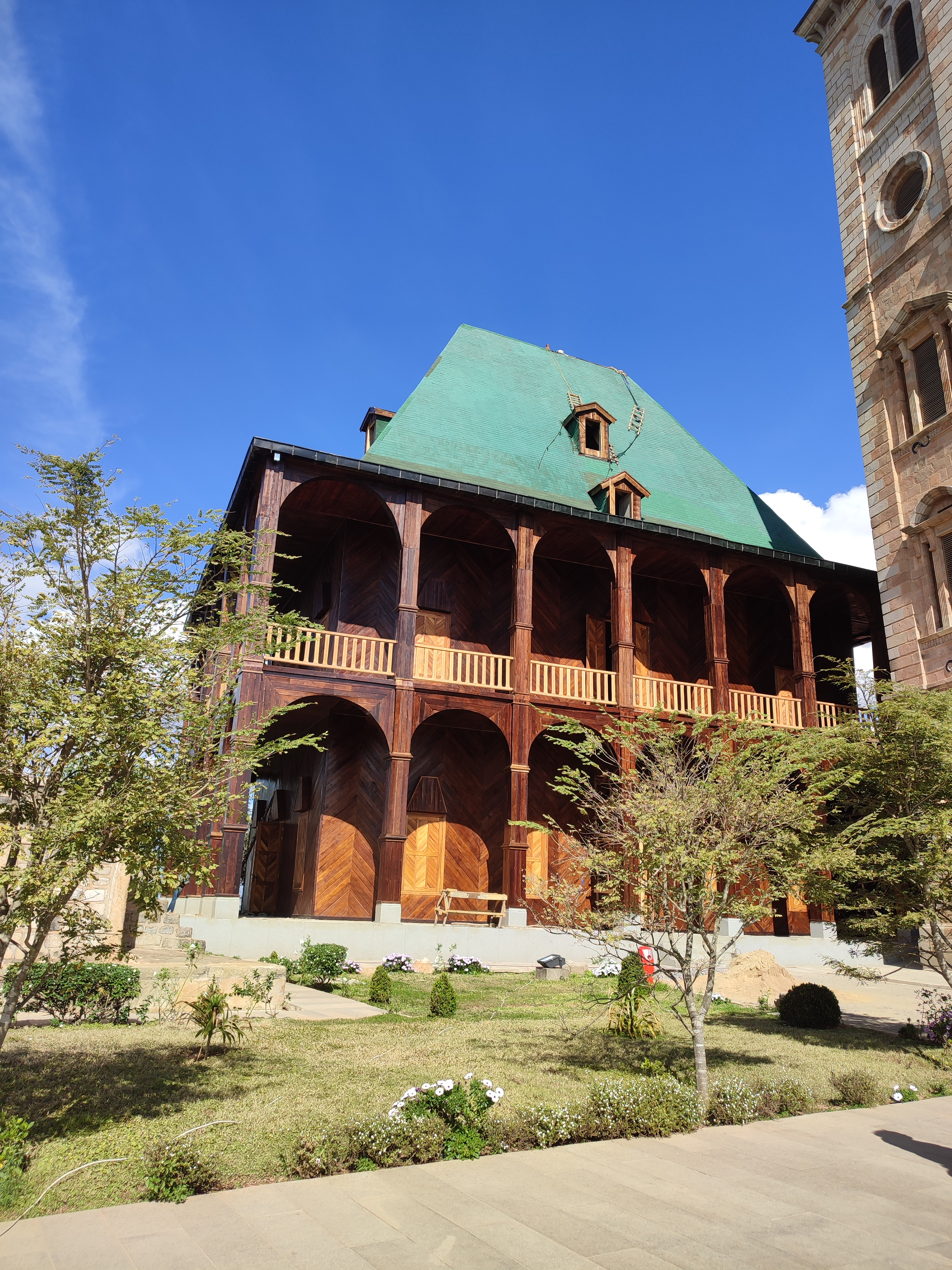
Le Palais d'Argent Tranovola

## Bâtiments du complexe

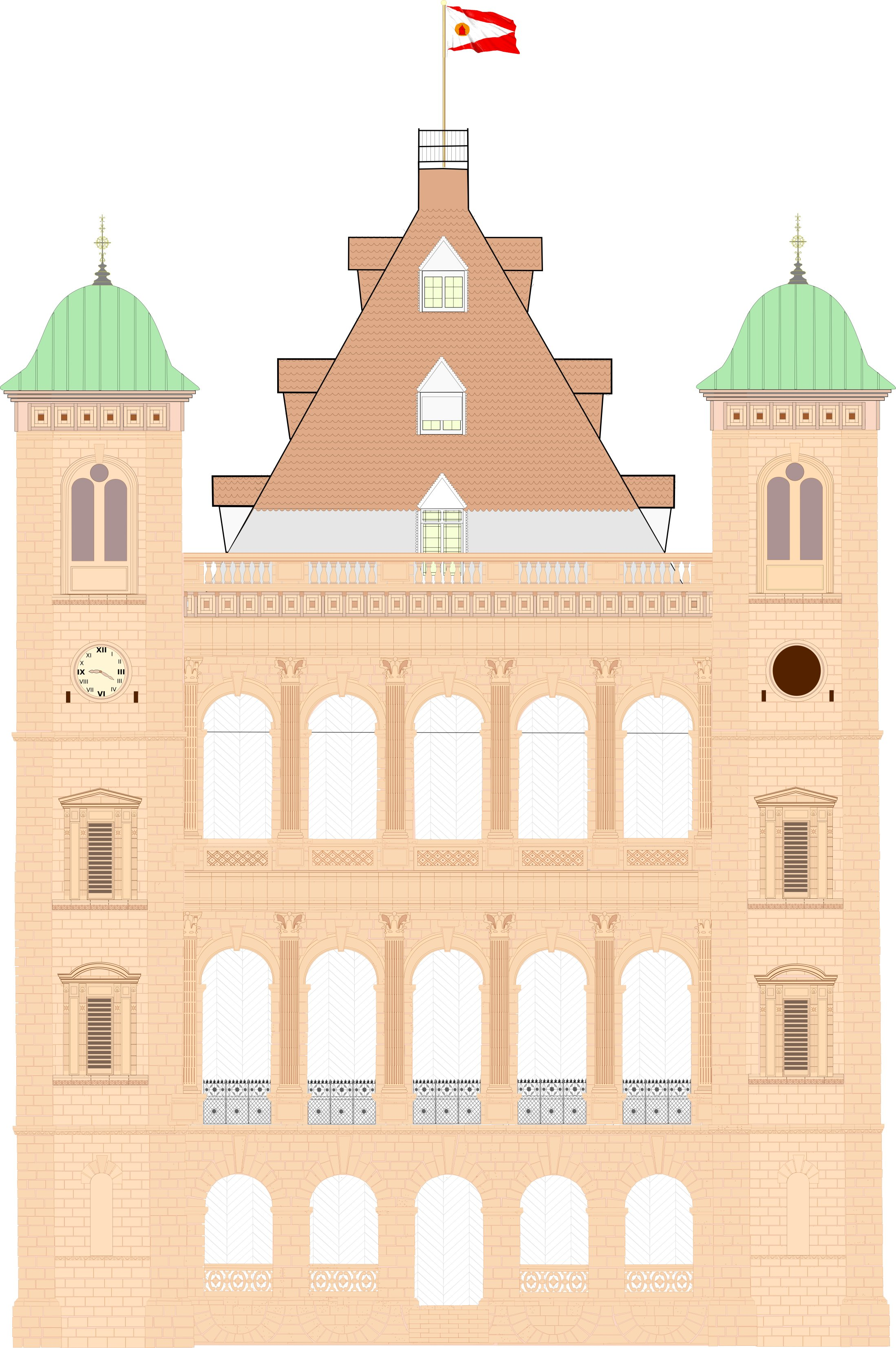
Plan de façade du palais.

L'édifice édifié à la demande de la reine Ranavalona Ire sur les plans de l'ingénieur français Jean Laborde, dont le navire sur lequel il avait embarqué s'est échoué sur la côte Est de Madagascar et était devenu consul de France à Madagascar. Le premier palais est construit en bois, matériau noble dans la tradition malgache, bien que seuls les planchers étaient en bois précieux. La pierre considérée comme matériau fady est alors réservée aux fondations et aux tombeaux.
Deux décennies plus tard, il est rebâti en pierre sous la direction du missionnaire et architecte écossais James Cameron, qui ajoute un temple protestant à l'ensemble royal, à la suite de la conversion au christianisme de la reine Rasoherina et du premier ministre Rainilaiarivony.
L'ensemble est complété par d'autres pavillons (le Palais d'argent, notamment) et son entrée est marquée par un arc de triomphe surmonté d'un épervier, symbole de la royauté merina. De plus, les bâtiments bâtis par Andrianampoinimerina ont été conservés religieusement et rappellent le rova traditionnel d'origine.
Le site devient le mausolée des rois d'Imerina, puis de Madagascar. L'architecture générale de la cité royale est très particulière et difficilement classable : on y dénote cependant une sobre influence italienne.
Lors de l'annexion coloniale française de 1896, la monarchie est abolie ; le palais perd sa fonction politique mais est préservé par le gouverneur Galliéni, qui y rassemble les reliques de la royauté, tandis que lui-même va résider à l'ancienne ambassade de France à Antananarivo, qui deviendra plus tard le palais d'État d'Ambohitsorohitra.